# هنر مولد

مکعب چگالشی، پلکسی گلاس و آب؛ موزه و باغ مجسمه‌سازی هیرشورن، که در سال ۱۹۶۵ آغاز شد، سال ۲۰۰۸ توسط هانس هاکک به پایان رسید

ایریدم برای ترومبون و کلارینت ، ۱۹۸۳ توسط سرجیو مالتاگلیاتی

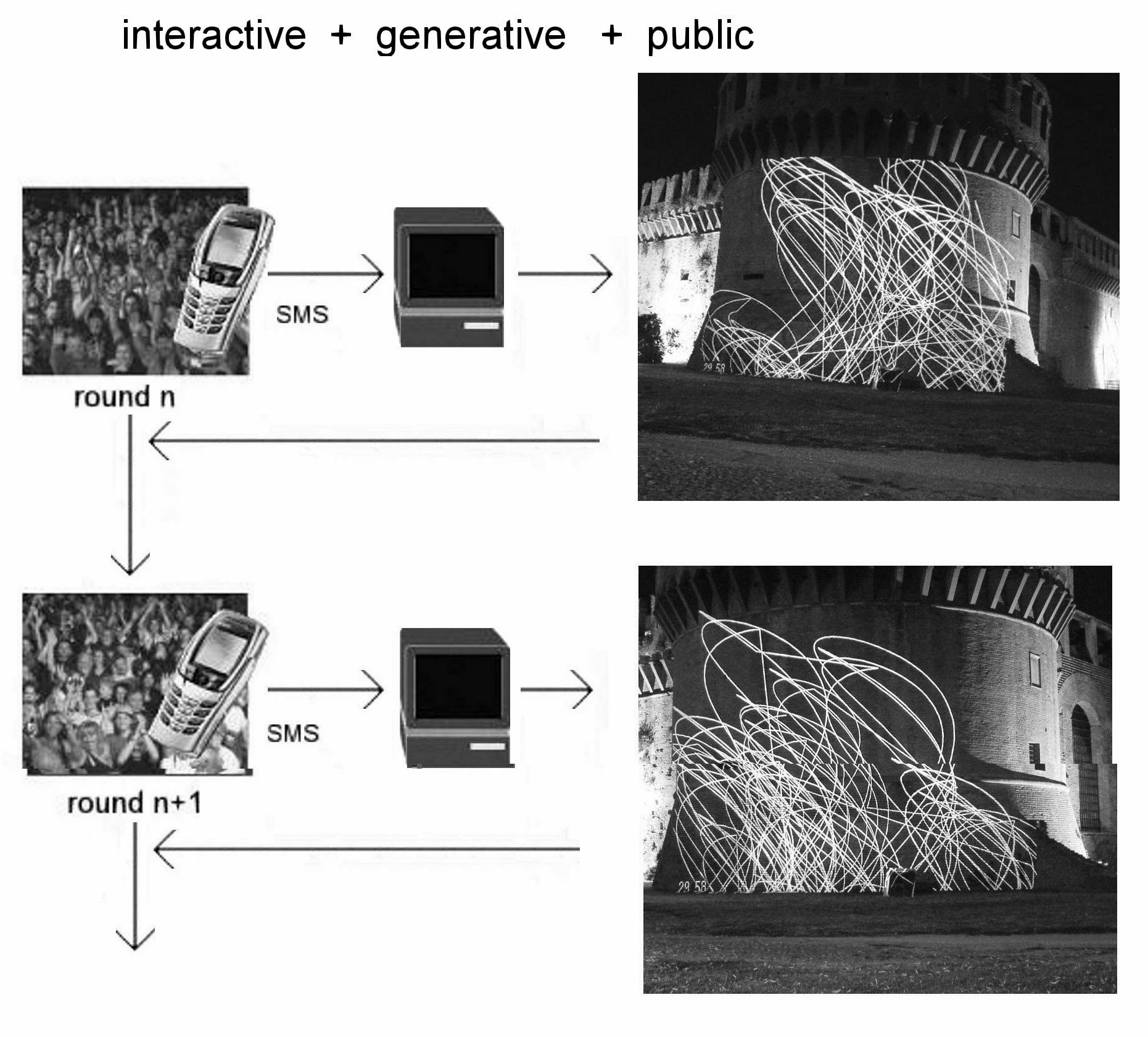
سری CIMهای تعاملی نصب، ۲۰۰۰ توسط موریزیو بولونینی

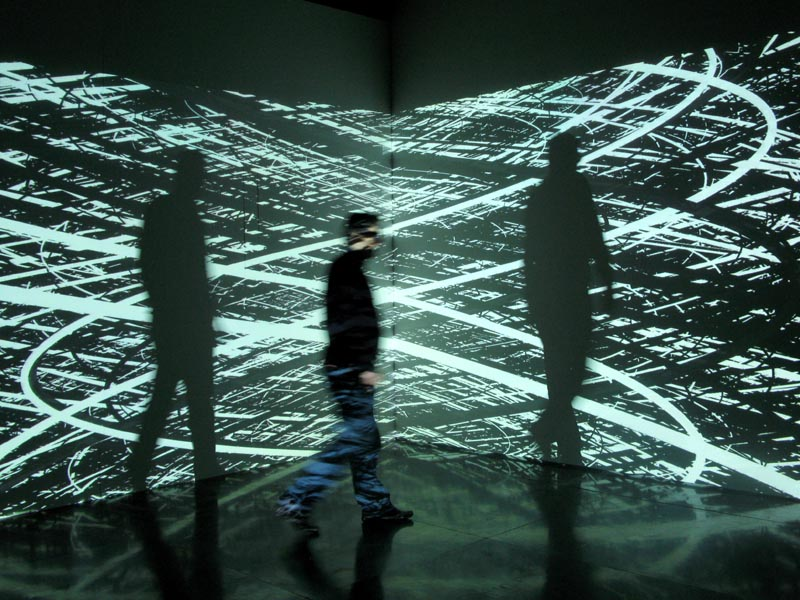
نمای نصب هندسی غیرمنطقی ۲۰۰۸ توسط پاسکال دمبیس

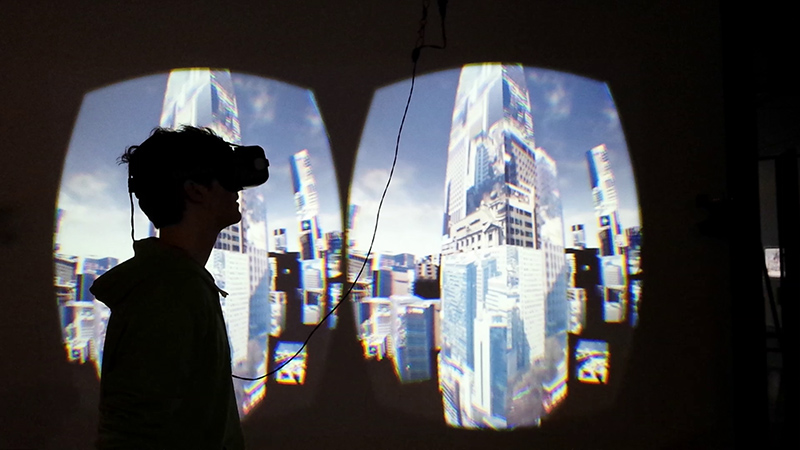
نصب مبتنی بر Telepresence 10.000 شهر در حال حرکت، ۲۰۱۶ توسط مارک لی

هنر مولد یا زایا به هنری گفته می‌شود که به‌طور کامل یا جزئی با استفاده از یک سیستم خود مختار ایجاد شده‌است. یک سیستم مستقل در این زمینه عموماً غیرانسانی است و می‌تواند به‌طور مستقل ویژگی‌های یک اثر هنری را تعیین کند که در غیر این صورت نیاز به تصمیم‌گیری‌هایی دارد که مستقیماً توسط هنرمند اتخاذ شود. در بعضی موارد، آفریننده انسان ممکن است ادعا کند که سیستم مولد بیانگر ایده هنری خودشان است و در بعضی دیگر این سیستم نقش خالق را به عهده می‌گیرد.
«هنر مولد» غالباً به هنر الگوریتمی (الگوریتم استفاده‌شده در آثار هنری تولید شده توسط رایانه) اشاره دارد، اما هنرمندان می‌توانند آن را با استفاده از سیستم‌های شیمیایی، زیست‌شناسی، مکانیک و روباتیک، مواد هوشمند، تصادفی دستی، ریاضیات، نقشه‌برداری از داده‌ها، تقارن، کاشی‌کاری و … بسازند.
تاریخچه
استفاده از کلمه «مولد» در بحث هنر با گذشت زمان توسعه یافته‌است. استفاده از «DNA مصنوعی» یک رویکرد تولیدی را برای هنر تعریف می‌کند که بر ساختن سیستم‌هایی قادر به تولید رویدادهای غیرقابل پیش‌بینی، همه با یک شخصیت مشترک قابل تشخیص، متمرکز است. استفاده از سیستم‌های خودمختار، مورد نیاز برخی از تعاریف معاصر، رویکرد تولیدی را متمرکز می‌کند که در آن کنترل‌ها به شدت کاهش می‌یابد. این رویکرد همچنین «ظهور» خوانده می‌شود. مارگارت بدن و ارنست ادموندز استفاده از اصطلاح «هنر مولد» را در متن گسترده گرافیک‌های رایانه ای در دهه ۱۹۶۰ ذکر کردند، که با آثار هنری به نمایش گذاشته شده توسط جورج نیس و فریدر نایک در سال 1965:
اصطلاحات «هنر مولد» و «هنر رایانه» از همان ابتدای روزها به صورت پشت سر هم و کمابیش به صورت متقابل مورد استفاده قرار گرفته‌است.
اولین نمایشگاه از جمله آثار نیس در فوریه ۱۹۶۵ به نمایش درآمد که برخی ادعا با عنوان "Computergrafik Generative" عنوان شده‌است. در حالی که نیس خودش را به یاد نمی‌آورد، این عنوان پایان‌نامه دکتری وی بود که چند سال بعد منتشر شد. عنوان صحیح اولین نمایشگاه و فروشگاه "computer-grafik" بود. «هنر تولیدی» و اصطلاحات مرتبط با آن در حدود چند هنرمند اولیه رایانه در این زمان، از جمله منفرد مهر، مورد استفاده مشترک بود. اصطلاح «هنر مولد» به معنای آثار هنری پویا-سیستم‌هایی که قادر به تولید چندین اثر هنری-رویداد هستند، به‌طور واضح اولین بار برای کنفرانس «ژنرال هنر» در میلان در سال ۱۹۹۸ استفاده شد.
این اصطلاح همچنین برای توصیف هنر انتزاعی هندسی به کار رفته است که در آن عناصر ساده تکرار می‌شوند، دگرگون می‌شوند یا برای تولید اشکال پیچیده‌تر تغییر می‌کنند. بدین ترتیب تعریف شده، در اواخر دهه ۱۹۶۰ توسط هنرپیشه‌های آرژانتینی Eduardo McEntyre و Miguel gelngel Vidal از هنرهای مولد استفاده می‌شد. در سال ۱۹۷۲، پاول نگو، متولد رومانیایی، گروه هنری ژنرال را در انگلیس ایجاد کرد. این منطقه منحصراً توسط Neagu با استفاده از نام‌های مستعارهایی مانند "Hunmy Belmood" و "Edward Larsocchi" جمع شده‌است. در سال ۱۹۷۲ نگا سخنرانی با عنوان "اشکال هنری ژناتیو" در دانشگاه ملکه ، جشنواره بلفاست.
در سال ۱۹۷۰ دانشکده انستیتوی هنر شیکاگو دپارتمانی به نام «سیستم‌های تولیدی» ایجاد کرد. همان‌طور که توسط سونیا لندی شریدان توضیح داده شد، تمرکز بیشتر روی شیوه‌های هنری با استفاده از فناوری‌های جدید برای ضبط ، انتقال بین دستگاه، چاپ و انتقال تصاویر و همچنین کاوش در جنبه زمان در تغییر اطلاعات تصویر بود.
در سال ۱۹۸۸ کلاوسر جنبه استقلال سیستمی را به عنوان یک عنصر مهم در هنر مولد شناسایی کرد:
باید از توضیحات بالا تکامل هنر مولد بدیهی باشد که فرایند (یا ساختار) و تغییر (یا تحول) از قطعی‌ترین ویژگی‌های آن است، و این ویژگی‌ها و اصطلاح «مولد» حاکی از پیشرفت و حرکت پویا است. ...
(نتیجه) خلق شده توسط هنرمند نیست بلکه محصول فرایند تولیدی است - یک ساختار خودنمایی.
در سال ۱۹۸۹ سلستینو سودو در کتاب خود Citta 'Aleatorie از رویکرد طراحی نسلی به معماری و طراحی شهر تعریف کرد.
در سال 1989 Franke از «ریاضیات تولیدی» به عنوان «مطالعه عملیات ریاضیاتی مناسب برای تولید تصاویر هنری» نام برد.
از اواسط دهه ۱۹۹۰ برایان انو اصطلاحات موسیقی مولد و سیستم‌های تولید را محبوب کرد و با موسیقی تجربی قبلی تری رایلی، استیو ریچ و فیلیپ گلس ارتباط برقرار کرد.
از اواخر قرن بیستم، جوامع هنرمندان مولد، طراحان، موسیقیدانان و نظریه پردازان با تشکیل دیدگاه‌های بین رشته‌ای شروع به دیدار کردند. اولین جلسه در مورد هنر مولد در سال ۱۹۹۸، در کنفرانس بین‌المللی افتتاح هنر مشترک در دانشگاه Politecnico di Milano، ایتالیا برگزار شد. در استرالیا، کنفرانس Iterate در مورد سیستم‌های تولیدی در هنرهای الکترونیکی در سال ۱۹۹۹ دنبال شد. بحث و گفتگوی اینترنتی حول محور لیست پستی eu ژن، که از اواخر سال ۱۹۹۹ آغاز شد، و میزبان بسیاری از بحث‌هایی است که زمینه را تعریف کرده‌است. : 1  این فعالیت‌ها اخیراً با شروع کنفرانس Generator.x در برلین از سال ۲۰۰۵ آغاز شده‌است. در سال ۲۰۱۲ ژورنال جدید GASATHJ , Generative Science Science and Technology Hard Journal توسط Celestino Soddu و Enrica Colabella تأسیس شد و در چندین هیئت تحریریه و دانشمند مولد عضو شد.
برخی معتقدند که در نتیجه این درگیری در مرزهای انضباطی، جامعه در معنای مشترک این اصطلاح همگرا شده‌است. همان‌طور که Boden و Edmonds در سال ۲۰۱۱ بیان کردند:
امروزه اصطلاح «هنر مولد» در جامعه هنری ذی‌ربط همچنان جاری است. از سال ۱۹۹۸ مجموعه ای از کنفرانس‌ها در میلان با این عنوان برگزار شد (Generativeart.com)، و برایان انو در ترویج و استفاده از روش‌های هنری تولیدی تأثیرگذار است (Eno، ۱۹۹۶). هم در موسیقی و هم در هنر تجسمی، استفاده از این اصطلاح اکنون به کارهایی رسیده‌است که با فعال شدن مجموعه ای از قوانین تولید شده‌است و در جایی که هنرمند به سیستم رایانه ای اجازه می‌دهد حداقل برخی از تصمیم‌گیری‌ها را تصاحب کند (اگرچه البته هنرمند قوانین را تعیین می‌کند).
در فراخوان همایش‌های هنر ژنرال در میلان (که همه ساله از سال ۱۹۹۸ شروع می‌شود)، تعریف هنر ژنراتور توسط Celestino Soddu:
Generative Art ایده ای است که به عنوان کد ژنتیکی رویدادهای مصنوعی تحقق می‌یابد، به عنوان ساخت سیستم‌های پیچیده پویا که قادر به ایجاد تغییرات بی پایان هستند. هر پروژه تولیدی نوعی نرم‌افزار مفهومی است که با تولید رویدادهای منحصر به فرد و غیرقابل تکرار، مانند موسیقی یا اشیاء سه‌بعدی، به صورت ممکن و بیان چندگانه ایده تولید، به عنوان یک دید متعلق به یک هنرمند / طراح / موسیقیدان / معمار / ریاضیدان قابل تشخیص است. .
بحث در مورد نامه پستی eu-gen توسط تعریف زیر توسط Adrian Ward از سال ۱۹۹۹ تنظیم شد:
هنر تولیدی اصطلاحی است که به کار داده می‌شود که ناشی از تمرکز بر روی فرایندهای درگیر در تولید یک اثر هنری است که معمولاً (اگرچه نه به‌طور دقیق) با استفاده از ماشین یا رایانه یا با استفاده از دستورالعمل‌های ریاضی یا عمل گرا برای تعریف قوانینی که توسط آنها انجام می‌شود، ناشی می‌شود. چنین آثار هنری اجرا می‌شود.
تعریف مشابهی توسط فیلیپ گالانتر ارائه شده‌است:
هنر تولیدی به هر عمل هنری گفته می‌شود که در آن هنرمند فرایندی را ایجاد کند، مانند مجموعه ای از قوانین زبان طبیعی، برنامه کامپیوتری، ماشین یا سایر اختراعات رویه ای، که سپس با درجه ای از خودمختاری که به آن کمک می‌کند یا نتیجه می‌گیرد، در حرکت است. در یک اثر هنری کامل.

## انواع

### موسیقی
" Musikalisches Würfelspiel " (بازی موزیکال تاس) ۱۷۵۷ یوهان فیلیپ کیرنبرگر نمونه ابتدایی یک سیستم تولیدی مبتنی بر تصادفی در نظر گرفته می‌شود. تاس‌ها برای انتخاب توالی‌های موسیقی از یک استخر شماره گذاری شده با عبارات ساخته شده قبلی استفاده شدند. این سیستم تعادل نظمی و بی نظمی را فراهم می‌آورد. این ساختار براساس یک عنصر نظم از یک طرف و بی نظمی از طرف دیگر بنا شده‌است.
فرهای JS Bach می‌تواند تولیدکننده تلقی شود، زیرا یک روند اساسی در زیر وجود دارد که توسط آهنگساز دنبال می‌شود. به همین ترتیب، سریال سازی رویه‌های سختی را دنبال می‌کند که در برخی موارد می‌توان برای تولید کل ترکیبات با مداخله محدود انسانی تنظیم کرد.
آهنگسازانی مانند جان کیج، : 13–15  کتابچه راهنمای کشاورزان و برایان انو : 133  از سیستم‌های تولیدی در آثار خود استفاده کرده‌اند.

### هنر تجسمی
هنرمند Ellsworth Kelly با استفاده از عملیات‌های شانس برای اختصاص رنگ در یک شبکه، نقاشی‌هایی خلق کرد. او همچنین آثاری را روی کاغذ خلق کرد که سپس به صورت نوار یا مربع برش داده و با استفاده از عملیات شانس برای تعیین محل قرارگیری مجدداً مونتاژ کرد.

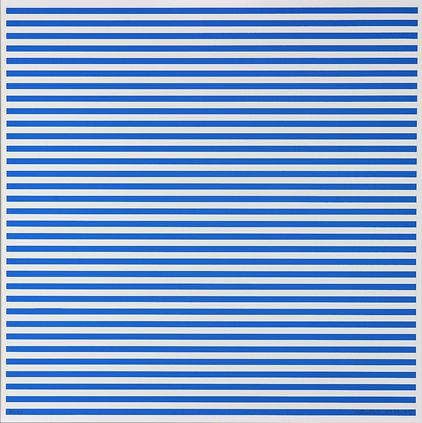
Album de 10 sérigraphies sur 10 ans، توسط François Morellet، ۲۰۰۹

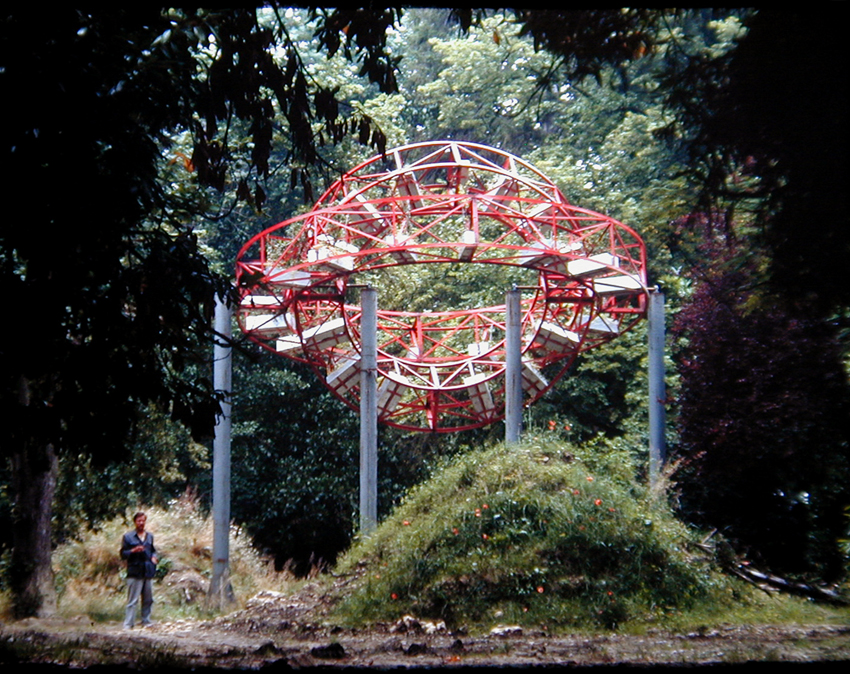
Iapetus، توسط ژان مکس آلبرت، ۱۹۸۵

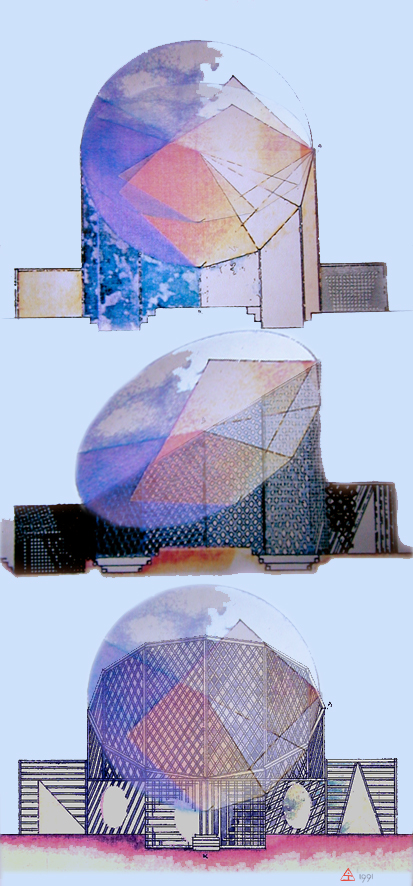
Monument Calmoduline، اثر ژان مکس آلبرت، ۱۹۹۱

هنرمندانی چون هانس هاکک فرایندهای سیستمهای جسمی و اجتماعی را در بستر هنری مورد بررسی قرار داده‌اند. فرانسوا مورلت هم در سیستم‌های هنری خود از سیستم‌های بسیار مرتب شده و هم بسیار بی نظم استفاده کرده‌است. برخی از نقاشی‌های وی دارای سیستم‌های منظم خطوط شعاعی یا موازی برای ایجاد الگوهای Moiré است. او در آثار دیگر از عملیات شانس برای تعیین رنگ شبکه‌ها استفاده کرده‌است. سل LeWitt هنر مولد در قالب سیستم‌های بیان شده در ایجاد زبان طبیعی و سیستم‌های هندسی جایگشت. سیستم AARON هارولد کوهن یک پروژه دیرینه است که از نرم‌افزار هوش مصنوعی و دستگاه‌های نقاشی روباتیک برای ایجاد مصنوعات بدنی استفاده می‌کند. استینا و وودی واسولکا پیشگامان هنرهای ویدئویی هستند که از بازخورد ویدئویی آنالوگ برای خلق هنر مولد استفاده می‌کنند. بازخورد ویدئویی اکنون به عنوان نمونه ای از هرج و مرج قطعی استناد می‌شود، و کاوش‌های اولیه توسط واسولکاها سالها پیش از علوم معاصر پیش‌بینی شده بود. سیستم‌های نرم‌افزاری که از محاسبات تکاملی برای ایجاد فرم بصری بهره می‌گیرند شامل مواردی است که توسط Scott Draves و Karl Sims ایجاد شده‌است. جوزف نچوالات، هنرمند دیجیتالی، از مدلهای انتقال ویروس سوءاستفاده کرده‌است. Autopoiesis توسط کن رینالدو شامل پانزده مجسمه موسیقی و روباتیک است که با مردم تعامل دارد و رفتارهای آنها را بر اساس حضور شرکت کنندگان و همدیگر اصلاح می‌کند. : 144–145  ژان پیر هبرت و رومن وروتکو اعضای مؤسس الگوریتم‌ها هستند، گروهی از هنرمندان که برای ایجاد هنر الگوریتم‌های خود را ایجاد می‌کنند. A. Michael Noll، از آزمایشگاه تلفن تلفنی، هنر رایانه ای تلفیقی و برنامه‌ریزی شده با استفاده از معادلات ریاضی و تصادفی برنامه‌ریزی شده، از سال ۱۹۶۲ شروع به کار کرد. هنرمند فرانسوی، ژان مکس آلبرت، در کنار مجسمه‌های محیطی مانند Iapetus , و O = C = O , از لحاظ فعالیت بیولوژیکی پروژه ای را اختصاص داده‌است که به خود پوشش گیاهی اختصاص یافته‌است. پروژه Calmoduline Monument بر اساس خاصیت پروتئین، کالمودولین است تا به‌طور انتخابی به کلسیم پیوند یابد. محدودیتهای بدنی بیرونی (باد، باران و غیره) پتانسیل الکتریکی غشاهای سلولی یک گیاه و به تبع آن شار کلسیم را اصلاح می‌کند. با این حال، کلسیم بیان ژن کالمودولین را کنترل می‌کند. بنابراین گیاه می‌تواند هنگامی که محرک وجود دارد، الگوی رشد «معمولی» خود را اصلاح کند؛ بنابراین اصل اساسی این مجسمه یادبود این است که تا آنجا که می‌توان آنها را برداشت و انتقال داد، این سیگنال‌ها قابل بزرگنمایی، ترجمه به رنگ‌ها و شکل‌ها بوده و «تصمیمات» گیاه را نشان می‌دهد که حاکی از فعالیت بنیادی بیولوژیکی است.
مائوریزیو بولونینی برای رفع نگرانی‌های مفهومی و اجتماعی با دستگاه‌های تولیدی کار می‌کند. مارک ناپیر یکی از پیشگامان در نقشه‌برداری داده‌ها است و به عنوان بخشی از پروژه "Carnivore"، آثاری را براساس جریان‌های صفر و مواردی که در ترافیک اترنت ساخته شده‌است، خلق می‌کند. مارتین واتنبرگ این مضمون را بیشتر به پیش برد، و مجموعه‌های داده را به همان اندازه متناسب با امتیازهای موسیقی (در "شکل آهنگ"، ۲۰۰۱) و ویرایش‌های ویکی‌پدیا (History Flow، ۲۰۰۳، با Fernanda Viegas) به ترکیب‌های تصویری چشمگیر تبدیل کرد. هنرمند کانادایی سان بیس الگوریتم "نقاشی پویاً را در سال ۲۰۰۲ توسعه داد. Base با استفاده از الگوریتم‌های رایانه ای به عنوان "سکته مغزی"، تصاویر پیچیده‌ای را ایجاد می‌کند که به مرور زمان برای تولید یک اثر هنری مایع، تکرار نشدنی تکامل می‌یابد.

### هنر نرم‌افزار
برای برخی از هنرمندان، رابط کاربری گرافیکی و کد رایانه ای به خودی خود به یک شکل هنری مستقل تبدیل شده‌اند. آدریان وارد Auto-Illustrator را به عنوان تفسیر نرم‌افزار و روش‌های تولیدی که در هنر و طراحی به کار رفته‌است، ایجاد کرد. 

### معماری
در سال 1987 Celestino Soddu DNA مصنوعی را در شهرهای قرون وسطی ایتالیا ایجاد کرد که قادر به تولید مدلهای سه بعدی بی پایان از شهرها بود که به عنوان متعلق به ایده شناخته می‌شدند.

### ادبیات
نویسندگانی چون تریستان تزارا، بریون گیسین و ویلیام بروف از روش برش برای معرفی تصادفی به ادبیات به عنوان یک سیستم تولیدی استفاده کردند. جکسون مک کم شعر با کمک رایانه تولید کرد و از الگوریتم‌هایی برای تولید متن استفاده کرد. فیلیپ م. پارکر نرم‌افزاری را برای تولید خودکار کل کتاب‌ها نوشت. جیسون نلسون برای ایجاد یک سری شعرهای دیجیتالی از فیلم، تلویزیون و سایر منابع صوتی از روشهای تولیدی با نرم‌افزار Speech-to-Text استفاده کرد.

### برنامه‌نویسی زنده
سیستم‌های تولیدی ممکن است در حالی که کار می‌کنند اصلاح شوند، برای مثال با استفاده از محیط‌های برنامه‌نویسی تعاملی مانند Max / MSP , vvvv , Fluxus , Isadora، کوارتز کامپوزر و openFrameworks. این یک رویکرد استاندارد برای برنامه‌نویسی توسط هنرمندان است، اما ممکن است از آن برای ایجاد موسیقی زنده و / یا ویدئو با دستکاری سیستم‌های تولیدی روی صحنه نیز استفاده شود، روشی عملکردی که به عنوان برنامه‌نویسی زنده مشهور شده‌است. مانند بسیاری از نمونه‌های هنر نرم‌افزاری، به دلیل رمزگذاری زنده بر تأکید بر استعدادهای انسانی و نه خودمختاری، ممکن است در تقابل با هنر مولد تلقی شود.

## نظریه‌ها
در پرکاربردترین نظریه هنر مولد، در سال ۲۰۰۳ فیلیپ گالانتر سیستم‌های هنری تولیدی را در زمینه نظریه پیچیدگی توصیف می‌کند. به ویژه مفهوم پیچیدگی مؤثر موری گن مان و ست لوید ذکر شده‌است. در این دیدگاه، هر دو هنر مولد بسیار مرتب و بسیار ناسازگار را می‌توان به سادگی دید. هنر مولد بسیار مرتب، آنتروپی را به حداقل می‌رساند و فشرده سازی حداکثر داده‌ها را امکان‌پذیر می کند، و هنر تولیدی بسیار بی نظمی آنتروپی را به حداکثر می‌رساند و فشرده سازی داده‌های قابل توجهی را مجاز نمی‌کند. هنر مولد حداکثر پیچیده، نظم و بی نظمی را به روشی شبیه به زندگی بیولوژیکی می‌آمیزد، و در واقع از روشهای الهام گرفته از نظر زیست شناختی، بیشتر برای ایجاد هنر مولد پیچیده استفاده می‌شود. این دیدگاه مغایرت دارد با نظریه اطلاعات قبلی که بر نظرات مکس بنس و ابراهیم ملاس تأثیر داشت، جایی که پیچیدگی در هنر با بی نظمی افزایش می‌یابد.
گالانتر در ادامه خاطرنشان می‌کند که با توجه به استفاده از تقارن بصری، الگوی و تکرار توسط باستانی‌ترین فرهنگ‌های شناخته شده شناخته شده، هنر تولید مثل همان هنر قدیمی است. وی همچنین به هم‌ارزی بودن غلط برخی از هنرپیشه‌های مبتنی بر قانون مترادف با هنر مولد است. به عنوان مثال، برخی از هنرها براساس قوانین محدودیتی ساخته شده‌اند که استفاده از رنگ‌ها یا شکل‌های خاص را مجاز نمی‌دانند. چنین هنری مولد نیست زیرا قوانین محدودیت سازنده نیستند، یعنی به خودی خود آنچه را که باید انجام شود را اثبات نمی‌کنند، تنها کاری که نمی‌توان انجام داد.

### مارگارت بدن و ارنست ادموندز
در مقاله خود در سال ۲۰۰۹، مارگارت بدن و ارنست ادموندز موافقند که هنر مولد نباید به آنچه که با استفاده از رایانه انجام می‌شود محدود شود و برخی از هنر مبتنی بر قاعده سازنده نیستند. آنها یک فرهنگ لغت فنی را توسعه می‌دهند که شامل Ele-art (هنر الکترونیکی)، C-art (هنر رایانه)، D-art (هنر دیجیتال)، CA-art (هنر رایانه ای)، G-art (هنر مولد)، CG- هنر (هنر مبتنی بر رایانه)، Evo-art (هنر مبتنی بر تکامل)، R-art (هنر رباتیک)، I-art (هنر تعاملی)، CI-art (هنر تعاملی مبتنی بر رایانه) و VR-art (واقعیت مجازی هنر)

### سوالات
گفتمان پیرامون هنر مولد را می‌توان با سؤالات نظری که انگیزه پیشرفت آن را نشان می‌دهد، توصیف کرد. مک کوراک و همکاران. سؤالات زیر را که با خلاصه‌های پرفروش نشان داده شده‌است، به عنوان مهمترین پیشنهاد دهید:
1. آیا یک ماشین می‌تواند منشأ چیزی باشد؟ مربوط به هوش دستگاه - آیا دستگاه می‌تواند چیزی جدید، معنی دار، شگفت‌آور و با ارزش ایجاد کند: شعری، یک اثر هنری، یک ایده مفید، یک راه حل برای یک مشکل دیرینه؟[۳۸]
2. به نظر می‌رسد رایانه ای است که هنر را می‌سازد؟ اگر رایانه ای می‌تواند منشأ هنر باشد، از دید رایانه چه می‌شود؟
3. آیا زیبایی‌شناسی انسان می‌تواند رسمی شود؟
4. کامپیوتر چه نوع جدیدی را قادر می‌سازد؟ بسیاری از آثار هنری تولیدی شامل رایانه‌های دیجیتال نیستند، اما هنر رایانه ای تولیدی چه جدیدی را به همراه دارد؟
5. هنر مولد به چه معنا بازنمود است و چه چیزی نمایان است؟
6. نقش تصادفی در هنر مولد چیست؟ به عنوان مثال، استفاده از تصادفی درمورد محل نیت در ایجاد هنر چه می‌گوید؟
7. هنر مولد محاسباتی چه چیزی می‌تواند در مورد خلاقیت به ما بگوید؟ چگونه می‌توان هنر مولد آثار باستانی و ایده‌هایی جدید، شگفت‌آور و ارزشمند به وجود آورد؟
8. چه چیزی از هنر مولد خوب است؟ چگونه می‌توان درک انتقادی تری از هنر مولد شکل داد؟
9. چه چیزی را می‌توانیم از هنر مولد آموختیم؟ به عنوان مثال، آیا می‌توان دنیای هنر را یک سیستم مولد پیچیده دانست که شامل بسیاری از فرایندهای خارج از کنترل مستقیم هنرمندان، که عامل تولید در یک بازار جهانی طبقه‌بندی شده هنر هستند.
10. چه پیشرفت‌هایی در آینده ما را مجبور می‌کند تا به جواب‌هایمان تجدید نظر کنیم؟

سؤال دیگر از پسامدرنیسم است - آیا سیستم‌های هنری مولد بیان نهایی شرایط پسامدرن است یا اینکه آنها براساس یک جهان بینی الهام گرفته از پیچیدگی به یک ترکیب جدید اشاره می‌کنند؟

## بیشتر خواندن
- الیور گراو (2003). هنر مجازی: از توهم گرفته تا غوطه وری (سری کتاب‌های MIT Press / لئوناردو). کمبریج، ماساچوست: انتشارات MIT. شابک ‎۰−۲۶۲−۰۷۲۴۱−۶ شابک 0-262-07241-6.
- Wands, Bruce (2006). Art of the Digital Age , London: Thames & Hudson. شابک ‎۰−۵۰۰−۲۳۸۱۷−۰ شابک 0-500-23817-0.
- مت پیرسون، هنر مولد : یک راهنمای عملی با استفاده از پردازش ". منینگ ۲۰۱۱
- بازی با زمان مکالمه ای بین ویل رایت و برایان انو در مورد تولید مولد.
- Off Book: Generative Art - مستندات رایانه ، داده و بشریت تولید شده توسط کتاب خارج (سری وب)
- توماس دره: تاریخ هنر کامپیوتر، فصل. III.2، IV.3، VIII.1
- "نقاشی اپی ژنتیک: نرم‌افزار به عنوان ژنوتیپ"، رومان وروتکو (سمپوزیوم بین‌المللی هنر الکترونیکی، اوترخت، ۱۹۸۸)؛ لئوناردو، ۲۳: ۱٬۱۹۹۰، صص. ۱۷–۲۳